# Pacifičko-Antarktički greben
Pacifičko-Antarktički greben (PAR) divergentna je granica tektonske ploče locirana na morskom dnu južnog Tihog okeana, koja razdvaja Tihookeansku ploču od Antarktičke ploče. U nekim vidovima upotrebe on se smatra južnim delom Istočnopacifičkog grebena, uglavnom južno od Čelindžerske zone preloma i proteže se do Makvorskog trojnog čvora južno od Novog Zelanda.

## Luisvilski greben
Prostire se na 4.300 km sever-zapad od Pacifičko-Antarktičkog grebena do podmorske planine Osborn na spoju Tonga i Kermadeka. To je dugačak niz podmorskih planina zvanih Luisvilski greben, koji je najduži takav lanac na Tihom okeanu, i za koji se misli da je nastao od Tihookeanske ploče koja je nadišla preko dugovečnog centra rastopljene magme zvanog žarište Luisvil.

## Literatura
- Cande, S. C.; Raymond, C. A.; Stock, J.; Haxby, W. F. (1995). „Geophysics of the Pitman Fracture Zone and Pacific-Antarctic plate motions during the Cenozoic”. Science. 270 (5238): 947–953. Bibcode:1995Sci...270..947C. doi:10.1126/science.270.5238.947.
- Peive, A. A. (1. 7. 2007). „Linear volcanic chains in oceans: Possible formation mechanisms”. Geotectonics (на језику: енглески). 41 (4): 288. ISSN 0016-8521. doi:10.1134/S0016852107040024.
- Castillo, Paterno R.; Natland, James H.; Niu, Yaoling; Lonsdale, Peter F. (јануар 1998). „Sr, Nd and Pb isotopic variation along the Pacific–Antarctic risecrest, 53–57°S: Implications for the composition and dynamics of the South Pacific upper mantle”. Earth and Planetary Science Letters (на језику: енглески). 154 (1–4): 109—125. CiteSeerX 10.1.1.331.8707 . ISSN 0012-821X. doi:10.1016/S0012-821X(97)00172-6.
- Géli, Louis; Aslanian, Daniel; Olivet, Jean-Louis; Vlastelic, Ivan; Dosso, Laure; Guillou, Hervé; Bougault, Henri (децембар 1998). „Location of Louisville hotspot and origin of Hollister Ridge: geophysical constraints”. Earth and Planetary Science Letters (на језику: енглески). 164 (1–2): 31—40. ISSN 0012-821X. doi:10.1016/S0012-821X(98)00217-9.
- Okal, Emile A.; Langenhorst, Amy R. (мај 2000). „Seismic properties of the Eltanin Transform System, South Pacific”. Physics of the Earth and Planetary Interiors (на језику: енглески). 119 (3–4): 185—208. ISSN 0031-9201. doi:10.1016/S0031-9201(99)00169-7.
- Talandier, Jacques; Okal, Emile A. (1. 10. 1996). „Monochromatic T waves from underwater volcanoes in the pacific ocean: Ringing witnesses to geyser processes?”. Bulletin of the Seismological Society of America (на језику: енглески). 86 (5). ISSN 0037-1106.
- Vlastélic, Ivan; Dosso, Laure (мај 2005). „Initiation of a plume-ridge interaction in the South Pacific recorded by high-precision Pb isotopes along Hollister Ridge”. Geochemistry, Geophysics, Geosystems. 6 (5): n/a. doi:10.1029/2004GC000902.
- Vlastelic, I.; Dosso, L.; Guillou, H.; Bougault, H.; Geli, L.; Etoubleau, J.; Joron, J.L. (август 1998). „Geochemistry of the Hollister Ridge: relation with the Louisville hotspot and the Pacific–Antarctic Ridge”. Earth and Planetary Science Letters (на језику: енглески). 160 (3–4): 777—793. ISSN 0012-821X. doi:10.1016/S0012-821X(98)00127-7.
- Macdonald, Ken C. (2019), „Mid-Ocean Ridge Tectonics, Volcanism, and Geomorphology”, Encyclopedia of Ocean Sciences (на језику: енглески), Elsevier, стр. 405—419, ISBN 9780128130827, doi:10.1016/b978-0-12-409548-9.11065-6
- Sclater, John G.; Anderson, Roger N.; Bell, M. Lee (1971-11-10). „Elevation of ridges and evolution of the central eastern Pacific”. Journal of Geophysical Research. 76 (32): 7888—7915. Bibcode:1971JGR....76.7888S. ISSN 2156-2202. doi:10.1029/jb076i032p07888.
- Parsons, Barry; Sclater, John G. (1977-02-10). „An analysis of the variation of ocean floor bathymetry and heat flow with age”. Journal of Geophysical Research. 82 (5): 803—827. Bibcode:1977JGR....82..803P. ISSN 2156-2202. doi:10.1029/jb082i005p00803.
- Davis, E.E; Lister, C. R. B. (1974). „Fundamentals of Ridge Crest Topography”. Earth and Planetary Science Letters. 21 (4): 405—413. Bibcode:1974E&PSL..21..405D. doi:10.1016/0012-821X(74)90180-0.
- Vine, F. J.; Matthews, D. H. (1963). „Magnetic Anomalies Over Oceanic Ridges”. Nature (на језику: енглески). 199 (4897): 947—949. Bibcode:1963Natur.199..947V. ISSN 0028-0836. S2CID 4296143. doi:10.1038/199947a0.
- Vine, F. J. (1966-12-16). „Spreading of the Ocean Floor: New Evidence”. Science (на језику: енглески). 154 (3755): 1405—1415. Bibcode:1966Sci...154.1405V. ISSN 0036-8075. PMID 17821553. S2CID 44362406. doi:10.1126/science.154.3755.1405.
- Searle, Roger (2013-09-19). Mid-ocean ridges. New York. ISBN 9781107017528. OCLC 842323181.
- Macdonald, Ken C. (1977). „Near-bottom magnetic anomalies, asymmetric spreading, oblique spreading, and tectonics of the Mid-Atlantic Ridge near lat 37°N”. Geological Society of America Bulletin (на језику: енглески). 88 (4): 541. Bibcode:1977GSAB...88..541M. ISSN 0016-7606. doi:10.1130/0016-7606(1977)88<541:NMAASO>2.0.CO;2.
- Macdonald, K. C. (1982). „Mid-Ocean Ridges: Fine Scale Tectonic, Volcanic and Hydrothermal Processes Within the Plate Boundary Zone”. Annual Review of Earth and Planetary Sciences. 10 (1): 155—190. Bibcode:1982AREPS..10..155M. doi:10.1146/annurev.ea.10.050182.001103.
- Argus, Donald F.; Gordon, Richard G.; DeMets, Charles (2010-04-01). „Geologically current plate motions”. Geophysical Journal International (на језику: енглески). 181 (1): 1—80. Bibcode:2010GeoJI.181....1D. ISSN 0956-540X. doi:10.1111/j.1365-246X.2009.04491.x .
- Wilson, Douglas S. (1996). „Fastest known spreading on the Miocene Cocos-Pacific Plate Boundary”. Geophysical Research Letters (на језику: енглески). 23 (21): 3003—3006. Bibcode:1996GeoRL..23.3003W. ISSN 1944-8007. doi:10.1029/96GL02893.
- Vanderkluysen, L.; Mahoney, J. J.; Koppers, A. A.; and Lonsdale, P. F. (2007). „Geochemical Evolution of the Louisville Seamount Chain”., American Geophysical Union, Fall Meeting 2007, abstract #V42B-06.
- Koppers, Anthony A. P.; Yamazaki, Toshitsugu; Geldmacher, Jörg; Gee, Jeffrey S.; Pressling, Nicola; Koppers, Anthony A. P.; Yamazaki, Toshitsugu; Geldmacher, Jörg; Gee, Jeffrey S.; Pressling, Nicola; Hoshi, Hiroyuki (децембар 2012). „Limited latitudinal mantle plume motion for the Louisville hotspot”. Nature Geoscience (на језику: енглески). 5 (12): 911—917. Bibcode:2012NatGe...5..911K. ISSN 1752-0908. doi:10.1038/ngeo1638.
- Smith, A. G. (2007). „A plate model for Jurassic to recent intraplate volcanism in the Pacific Ocean basin”. In Plates, Plumes, and Planetary Processes, Edited by G.R. Foulger and D.M. Jurdy, Geological Society of America Special Paper 530, Boulder, CO. 430: 471—496.
- Meckel, T. A.; Coffin, M. F.; Mosher, S.; Symonds, P.; Bernardel, G.; Mann, P. (2003). „Underthrusting at the Hjort Trench, Australian-Pacific plate boundary: Incipient subduction”. Geochemistry, Geophysics, Geosystems. 4 (12): 1099. Bibcode:2003GGG.....4.1099M. doi:10.1029/2002GC000498 .
- Garcia-Castellanos, D.; Torné, M.; Fernàndez, M. (2000). „Slab pull effects from a flexural analysis of the Tonga and Kermadec Trenches”. Geophys. J. Int. 141 (2): 479—485. Bibcode:2000GeoJI.141..479G. doi:10.1046/j.1365-246x.2000.00096.x .
- Daniel S. Scheirer; Donald W. Forsyth; James A. Conder (2000). „Anomalous Seafloor Spreading of the Southeast Indian Ridge near the Amsterdam-St. Paul Plateau”. Journal of Geophysical Research: Solid Earth. 105 (B4): 8243—8262. Bibcode:2000JGR...105.8243S. doi:10.1029/1999jb900407 .
- Weissel, J. K.; Hayes, D. E.; Herron, E. M. (1977). „Plate tectonics synthesis: the displacements between Australia, New Zealand, and Antarctica since the Late Cretaceous”. Marine Geology. 25 (1–3): 231—277. Bibcode:1977MGeol..25..231W. doi:10.1016/0025-3227(77)90054-8.
- Georgen, J.E., Jennifer E. (2014). „Interaction of a mantle plume and a segmented mid-ocean ridge; results from numerical modeling”. Earth and Planetary Science Letters. 392: 113—120. Bibcode:2014E&PSL.392..113G. doi:10.1016/j.epsl.2014.01.035.
- Roger Hekinian; Peter Stoffer; Dietrich Ackerman (1999). „Ridge-hotspot Interaction: the Pacific-Antarctic Ridge and the Foundation Seamounts”. Marine Geology. 160 (University of Kiel, Geologist–Paleontologist Institution, Germany): 199. Bibcode:1999MGeol.160..199H. doi:10.1016/S0025-3227(99)00027-4.
- Beavan, J.; Haines, John (2001). „Contemporary horizontal velocity and strain rate fields of the Pacific‐Australian plate boundary zone through New Zealand”. Journal of Geophysical Research: Solid Earth. 106b (B1): 741—770. Bibcode:2001JGR...106..741B. doi:10.1029/2000JB900302 .

## Spoljašnje veze
- Morgan, W. Jason; Morgan, Jason Phipps (2007). „Plate velocities in hotspot reference frame: electronic supplement” (PDF). geosociety.org. стр. 55—57.
- „What is the longest mountain range on earth?”. Ocean Facts. NOAA. Приступљено 17. 10. 2014.
- „Marine Gazetteer Placedetails”. Приступљено 2017-02-20.
- Sandwell, David T.; Walter H.F. Smith (1997). „Exploring the ocean basins with satellite altimeter data”. Satellite Geodesy. La Jolla: Scripps Institution of Oceanography. Приступљено 2010-01-19. „The Louisville Ridge was first detected in 1972 using depth soundings collected along random ship crossings of the South Pacific. Six years later the full extent of this chain was revealed by a radar altimeter aboard the Seasat (NASA) spacecraft.”

61° 59′ 58″ Ј; 157° 00′ 01″ З / 61.999555° Ј; 157.000165° З